# حلفا (جنس)
حلفا (الاسم العلمي: Cladium)، جنس من السعدية، مع توزيع عالمي تقريبًا في المناطق المدارية والمعتدلة. تتميز هذه النباتات بأوراق طويلة وضيقة (شبيهة بالعشب) لها حواف حادة غالبًا ما تكون مسننة (شبيهة بسن المنشار)، وسيقانها مزهرة يبلغ ارتفاعها من 1 إلى 3 أمتار وتحمل نورات زهرية كثيرة التفرع . مثل العديد من النباتات الموجودة في الموائل الرطبة، جذورها مدفونة بعمق والتي يمكن أن تنتج براعم طويلة كثيفة التظليل.